# Margarita Delgado Tejero
Pour les articles homonymes, voir Delgado et Tejero.
Margarita Delgado Tejero (née à Madrid en 1963), est une économiste et fonctionnaire espagnole qui fut gouverneure adjointe de la Banque d'Espagne entre 2018  et 2024, et gouverneure par intérim de cette même institution de juin 2024 à septembre 2024. Elle fut la première femme à occuper ce poste dans l’histoire de la banque d'Espagne.

## Biographie
Margarita Delgado est diplômée en économie et sciences commerciales de l'Université Complutense de Madrid en 1986. Elle entre à la Banque d'Espagne en 1989 comme technicienne de contrôle et réussit l'examen d'inspecteur des établissements de crédit en 1991. Entre 1993, elle fut chef d'équipe et responsable des inspections in situ. Margarita Delgado est nommé directrice de l'Inspection I de la Banque d'Espagne, responsable de la surveillance des anciennes caisses d'épargne, en avril 2013. Depuis février 2014, Delgado est directrice général adjointe du mécanisme de surveillance unique (MSU). Dans cette organisation, elle a fait partie de la Direction générale du contrôle microprudentiel I.
Son nom est posé sur la table pour la première fois comme candidat au poste de gouverneure en janvier 2018,, et également au poste de gouverneur adjoint. Dans un premier temps, elle a manifesté sa préférence pour poursuivre sa carrière à la BCE,. Delgado est proposée au poste de gouverneure adjointe, avec Pablo Hernández de Cos comme gouverneur, par Mariano Rajoy le 29 mai 2018.

### Vice-gouverneure de la Banque d'Espagne
Le 31 juillet 2018, sa nomination au poste de gouverneure adjointe de l'organisation est annoncée et elle prend ses fonctions le 11 septembre 2018, en remplacement de Javier Alonso Ruiz-Ojeda, qui a présenté sa démission.
De par son statut de gouverneure adjointe, elle devient directrice de la Commission Nationale du Marché des Valeurs (CNMV), présidente du comité directeur du Fonds de Garantie des Dépôts, vice-présidente du comité de direction du Fonds de Restructuration Ordonnée Bancaire et, enfin, membre du conseil de surveillance du mécanisme de surveillance unique de la Banque centrale européenne.
Le 11 juin 2024, après la destitution sans remplacement du gouverneur Hernández de Cos, Delgado assume temporairement le poste de gouverneure de la Banque d'Espagne, occupant ce poste jusqu'au 6 septembre, date à laquelle le nouveau gouverneur, José Luis Escrivá, prend ses fonctions. Elle termine son mandat de vice-gouverneure le 11 septembre, remplacée par Soledad Núñez Ramos.